# Malampa Revivors
El Malampa Revivors F.C. es un club de fútbol de la ciudad de Luganville, Vanuatu que juega en la Primera División de Vanuatu.

## Historia
Fue fundado en 8 de octubre de 2010. Fue subcampeón de la Primera División de Vanuatu en 2015 al perder la final por 3-0 frente al Amicale F.C. y logró la clasificación a la Liga de Campeones de la OFC 2017. Luego en 2018 consiguió ganar su primer título de liga y clasificó nuevamente al torneo continental, donde alcanzó los cuartos de final.

## Palmarés
- Primera División de Vanuatu (2): 2018[3] y 2019.[4]
- Luganville League Premiere Division (3): 2014, 2015, 2016
- Brisk Cup (2): 2011, 2013, 2014.[5]
- Jules Cup (1): 2016.
- Independence Cup (2): 2013, 2014.

## Entrenadores
- Steve Ham (2011-16)
- Percy Avock (2017-?)[6]
- Kaison Maki (2019)[7]
- Micky Timas (2019-presente)[2]